# Віторія (аеропорт)
Аеропорт Віторія (IATA: VIT, ICAO: LEVT) — аеропорт поблизу Віторії-Гастейс, у Країні Басків в Іспанії. Розташований в районі Форонда, його також називають аеропортом Форонда.  Аеропорт має один термінал з 3 виходами на посадку, 7 стійками реєстрації та 16 стоянками для середніх і малих літаків, а також злітно-посадкову смугу CAT II/III довжиною 3,5 км. 

## Історія
У 2005 році компанія Ryanair розпочала щоденні рейси з лондонського аеропорту Станстед і в наступні роки рейси з аеропорту Дубліна. Авіакомпанія покинула аеропорт у жовтні 2007 року  Helitt Lineas Aereas також залишив аеропорт у січні 2013 року. Це призвело до обмеження запланованих операцій літнім сезоном. 
Влітку 2015 року чартерна авіакомпанія Air Nostrum запропонувала рейси до Пальма-де-Майорки, Менорки та Хереса.
У 2016 році Ryanair оголосила про повернення до Віторії з цілорічним рейсом до Бергамо та Тенерифе. У березні 2017 року Ryanair планувала з’єднати Віторію з Кельнем/Бонн,  Мілан Бергамо та Тенерифе двічі на тиждень (по 2 рейси на тиждень для кожного), щоб обслуговувати 115 000 пасажирів на рік.  У квітні 2019 року компанія оголосила про плани розширити послугу на 40%, досягнувши 160 000 пасажирів.  У жовтні 2020 року Ryanair вирішив посилити внутрішні маршрути, додавши рейси до Аліканте двічі на тиждень (грудень 2020 року – кінець лютого 2021 року). 
Менш відвідувані напрямки включають Ібісу, Мадрид та Барселону. 

## Авіакомпанії та напрямки (червень 2022)
| Авіакомпанія    | Пункт призначення                                                                             |
| --------------- | --------------------------------------------------------------------------------------------- |
| Binter Canarias | Гран-Канарія, Тенерифе-Північний                                                              |
| Ryanair         | Аліканте, Бергамо, Брюссель-Шарлеруа, Малага, Пальма-де-Мальорка, Севілья Сезонні: Кельн/Бонн |

## Статистика
У 2019 році аеропорт обслужив 174 тис. пасажирів (37% міжнародних, 63% внутрішніх), здійснив 10 800 рейсів та обробив 64 500 тонн вантажів.  У 2020 році аеропортом скористалося 45 359 пасажирів (на 73,9% менше), але кількість рейсів (10 317) і вантажів (64 334 тонни) була однаковою.

## Зовнішні посилання
Вікісховище має мультимедійні дані за темою: Віторія (аеропорт)